# Anton Alexander von Magnis

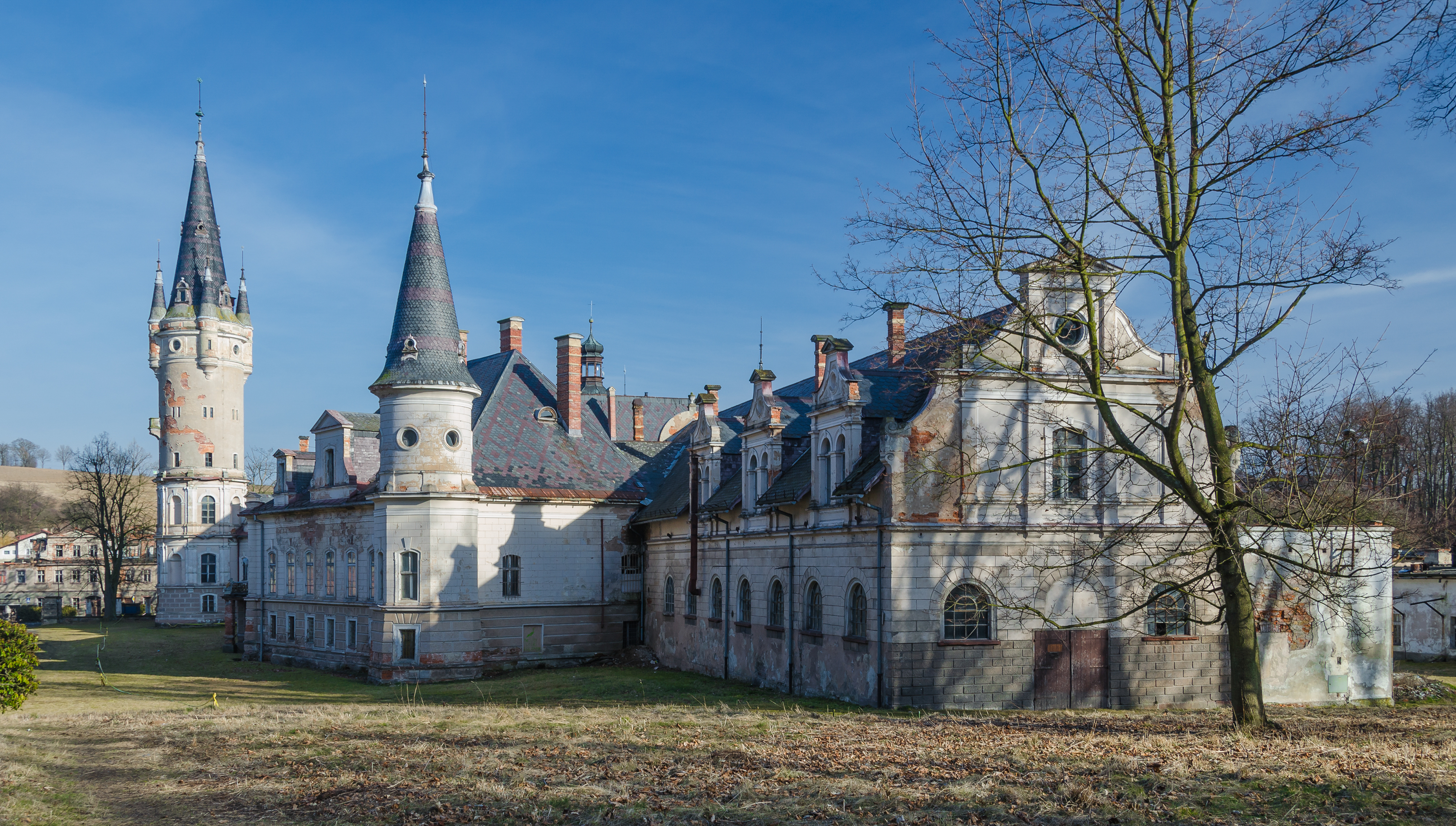
Pałac w Bożkowie – główna siedziba hr. Antona Alexandra Magnisa

Anton Alexander von Magnis (ur. 26 lipca 1751 w Strážnicy, zm. 5 czerwca 1817 w Bożkowie) – niemiecki arystokrata, hrabia, jeden z najwybitniejszych przedstawicieli rodu von Magnisów z linii morawskiej, posiadacz ziemski, przemysłowiec, prekursor nowoczesnego rolnictwa.

## Życiorys
Urodził się w 1751 r. w Strážnicy jako syn Franza Johanna von Magnis (1727–1756) pana Straßnitz i Franciszki (1721–1780), córki grafa Franza Antona von Götzena (1693–1738) z Bożkowa (Eckersdorf) i Sarn (Scharfeneck), wywodzącego się z katolickiej linii rodu Götzen. W 1785 r. poślubił w Kłodzku Antoninę Alexandrę Louisę von Götzen (1763–1848), wywodzącej się z ewangelickiej linii Götzenów, która była córką pruskiego generała Friedricha Wilhelma von Götzena Starszego (1734–1794) i Louisy von Holwede, hrabiny von Mellin (1729–1783). Jej bratem był Friedrich Wilhelm von Götzen Młodszy (1767–1820). Z małżeństwa tego Anton Alexander doczekał się dwóch synów i osiem córek:
- Antona (1786–1861)[8], małżeństwo: Sophie Ludovica Louise von Stadion
- Wilhelma (1787–1851)[9]
- Charlottę hrabinę Magnis (1791–1867), małżeństwo: Friedrich Wilhelm von Falkenhausen
- Gabrielę von Magnis (ur. 1794), małżeństwo: Otto von Zedlitz-Neukirch
- Luisę von Magnis (ur. 1795)
- Octavię von Magnis (ur. 1796)[1]

## Posiadłości
Już w wieku ośmiu lat w 1759 r. odziedziczył dobra w Prestwalk od Maksymiliana Mauritza. W 1771 r. udało mu się odziedziczyć dobra w Bożkowie na terenie hrabstwa kłodzkiego, po wymarciu tamtejszej linii katolickiej Götzenów. Następnie zakupił posiadłości ziemskie w: Krajanowie (1783), Święcku, Woliborzu, Ścinawce Dolnej, Ołdrzychowicach Kłodzkich (1793), Idzikowie, dominium Szczerba (1804) i Nową Rudę z okolicami (1810). Poza tym posiadał dwór Astehof w Jaszkowej Górnej.

## Działalność gospodarcza
W swoich posiadłościach hodował i krzyżował owce merynosy sprowadzane z Hiszpanii, Moraw i Węgier – stado liczące ponad 8000 sztuk, które wówczas uchodziło za jedno z największych na obszarze Rzeszy Niemieckiej. Zajmował się także hodowlą bydła, uszlachetniając miejscowe gatunki zwierzętami sprowadzanymi z Tyrolu, Szwajcarii i Styrii. Unowocześnił wydobycie węgla kamiennego, produkcję owczej wełny. Rozpoczął jako pierwszy uprawę rzepaku na Dolnym Śląsku. Posiadał huty szkła, cegielnie. Zasłynął jako budowniczy pierwszej cukrowni i propagator uprawy buraka cukrowego.
W 1787 r. rozpoczął rozbudowę barokowo-klasycystycznego pałacu w Bożkowie, zakładając tam park, oranżerię, sztuczne ruiny. Jego włości wizytowali m.in. król pruski Fryderyk Wilhelm III Hohenzollern i późniejszy prezydent Stanów Zjednoczonych John Quincy Adams.